# Boba (Ungheria)
Boba è un comune dell'Ungheria di 846 abitanti (dati 2001). È situato nella contea di Vas.